# Nemotelus hirtulus
Nemotelus hirtulus är en tvåvingeart som beskrevs av Jacques-Marie-Frangile Bigot 1879. Nemotelus hirtulus ingår i släktet Nemotelus och familjen vapenflugor. Inga underarter finns listade i Catalogue of Life.